# Klein Nordende

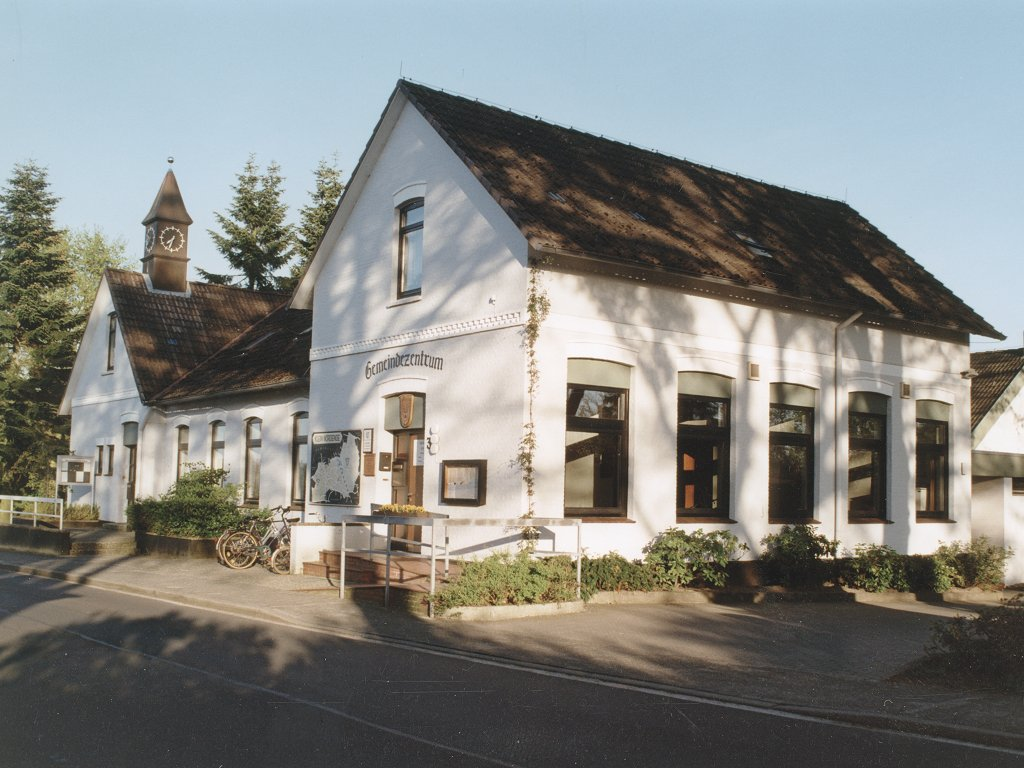
Gemeindezentrum von Klein Nordende

Klein Nordende ist eine Gemeinde südwestlich von Elmshorn im Kreis Pinneberg in Schleswig-Holstein. Sie erstreckt sich beiderseits der in Nord-Süd-Richtung verlaufenden „Geestkante“, an der die Elbmarsch zur höher gelegenen Geest aufsteigt.

## Geografie und Verkehr
Klein Nordende liegt südlich von Elmshorn in ländlicher Umgebung. Im Westen verläuft die Bundesstraße 431. Weiter östlich verläuft die Bahnstrecke Hamburg-Altona–Kiel (gebaut als Christian VIII.-Ostseebahn) über das Gemeindegebiet. Die Gemeinde gehört verwaltungstechnisch zum Amt Elmshorn-Land.

### Nachbargemeinden
Direkt angrenzende Gemeindegebiete von Klein Nordende sind:
|               | Elmshorn                                    |              |
| Seester       | Kompassrose, die auf Nachbargemeinden zeigt | Seeth-Ekholt |
| Groß Nordende | Heidgraben                                  | Tornesch     |

## Geschichte
Die Landgemeinde Klein Nordende entstand 1867 im Zuge der Verwaltungsreform in Schleswig-Holstein, das kurz zuvor Preußische Provinz geworden war, auf dem Gebiet mehrerer Dörfer und Feldmarken. Bis deutlich in das 20. Jahrhundert hinein waren größere Teile des Gemeindegebiets von Wanderdünen geprägtes, dann aufgeforstetes Ödland. Die Einwohnerzahl betrug in der Anfangszeit etwa 500.

### Ausgliederungen
Mit Wirkung vom 1. April 1938 wurde der flächenmäßig kleine Ortsteil Lieth, in dem jedoch 61 Prozent der Einwohner lebten, abgetrennt und in die Stadt Elmshorn eingemeindet. Umgekehrt erhielt Klein Nordende einen Teil der aufgelösten Gemeinde Hainholz mit der Folge, dass sich das Gebiet per Saldo deutlich vergrößerte.
Am 1. Januar 1974 und am 1. Januar 1982 wurden jeweils Gebiete mit damals knapp 300 Einwohnern (1974) bzw. etwa 100 Einwohnern (1982) an die Stadt Elmshorn abgetreten.

### Kirche
Die Evangelisch-Lutherische Bugenhagen-Kirche wurde 1983 errichtet. Die Gemeinde stellte zunächst den Pfarrbezirk III der Elmshorner Ansgarkirche dar, wurde später aber ausgegliedert und ist seitdem selbstständig.

## Politik

### Gemeindevertretung
Von (spätestens) 1923 bis März 1933 wurde Klein Nordendes Gemeindevertretung von dem SPD-Bürgermeister Gustav Schäfer geleitet. Auf eine längere Amtszeit brachte es erst Günter Hell (WG, 1966 bis 1998). Hans Barthold Schinckel (auch WG) war von 2003 bis 2018 Bürgermeister. Abgelöst hat ihn seit dem 14. Juni selbigen Jahres Adolf Luitjens (Wählergemeinschaft). Seit dem 15. Juni 2023 ist Andreas Kamin (SPD) Bürgermeister.
- Grüne: 3
- SPD: 3
- WG: 9
- CDU: 4

Ergebnis der Kommunalwahl vom 14. Mai 2023:
| Partei                                 | Prozent | Sitze |
| -------------------------------------- | ------- | ----- |
| Wählergemeinschaft Klein Nordende (WG) | 47,0 %  | 9     |
| SPD                                    | 15,6 %  | 3     |
| CDU                                    | 22,4 %  | 4     |
| Grüne                                  | 15,0 %  | 3     |

### Wappen
Blasonierung: „In Rot über einem silbernen Bruchstein ein aufrechtes silbernes Spargelbund und zwei silberne beblätterte Rohrkolben nebeneinander.“

### Gemeindepartnerschaft
Seit 1990 besteht eine Partnerschaft mit der Gemeinde Zempin auf Usedom.

## Sport
Am Fuße des „Butterberges“ ist der Mehrspartensportverein SpVgg. Lieth ansässig. Das Vereinsheim befindet sich auf Elmshorner Gebiet, ebenso die Tennisplätze. Die  1. Fußball-Männermannschaft spielt im (inoffiziell so genannten) „Waldstadion“ in Klein Nordende.

## Ziegelei und Kalkgrube

### Geschichte
Beim Bau der Eisenbahnstrecke Altona-Kiel im Jahr 1844 wurden an der heutigen Blockstelle Lieth Erdschichten aus dem Perm freigelegt, darunter rote Tone aus dem Rotliegenden. In der Folge entstand 1847 dort der Ziegeleibetrieb Rotenlehm, der die Tone abbaute und zu Backsteinen verarbeitete. Beim Tonabbau stieß man auf Kalk, der seit 1925 ebenfalls abgebaut wurde. Die Ziegelei stellte den Betrieb 1965 ein, der Kalkabbau in der Liether Grube wurde bis 1986 fortgeführt. Die alten Ziegeleigebäude stehen nicht unter Denkmalschutz und sind dem fortschreitenden Verfall preisgegeben.

### Die Liether Kalkgrube heute
Nach der wirtschaftlichen Erschöpfung der Vorkommen blieb die Grube als geologisches Denkmal und Naturschutzgebiet erhalten. Durch den unter der Region liegenden Elmshorner Salzstock wurden über 200 Millionen Jahre alte Erdschichten an die Oberfläche gedrückt, die sich somit leicht untersuchen lassen. In der Mitte der Grube ist der den Salzstock abdeckende Kalkhut sichtbar, der der Grube ihren heutigen Namen gab, in Randbereichen befindet sich ein kleineres Braunkohleflöz. Die Liether Kalkgrube bietet in Nordeuropa zwischen Schweden und dem Harz den besten Einblick in geologische Formationen. Fossilien- und Werkzeugfunde legen den Schluss nahe, dass die Umgebung bereits den steinzeitlichen Jägern und Sammlern vor ca. 10.000 bis 14.000 Jahren als Lagerplatz diente.
Da die Grube am historischen Ochsenweg liegt, stellt sie eine beliebte Etappe für Radtouren dar. Neben einem Rundwanderweg um die Grube führt ein geo-ökologischer Lehrpfad bis in die Grubenmitte.

## Weitere Sehenswürdigkeiten
- Der Norddeutsche Rundfunk zeichnet regelmäßig auf einem zum Café umgebauten Bauernhof in Klein Nordende, dem Töverhuus, die Sendung Lüders Krug auf.
- Sehenswert ist auch die Dorfstraße, eine Allee mit Baumwuchs auf beiden Seiten.

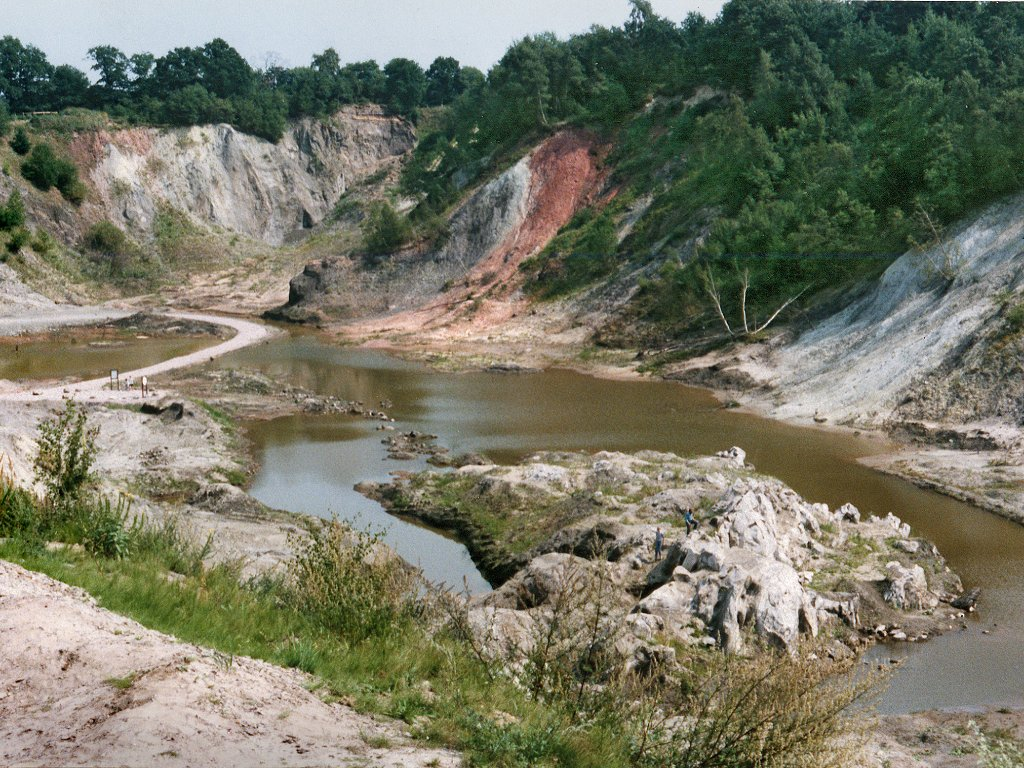
Liether Kalkgrube freigelegte Gesteine aus dem Perm
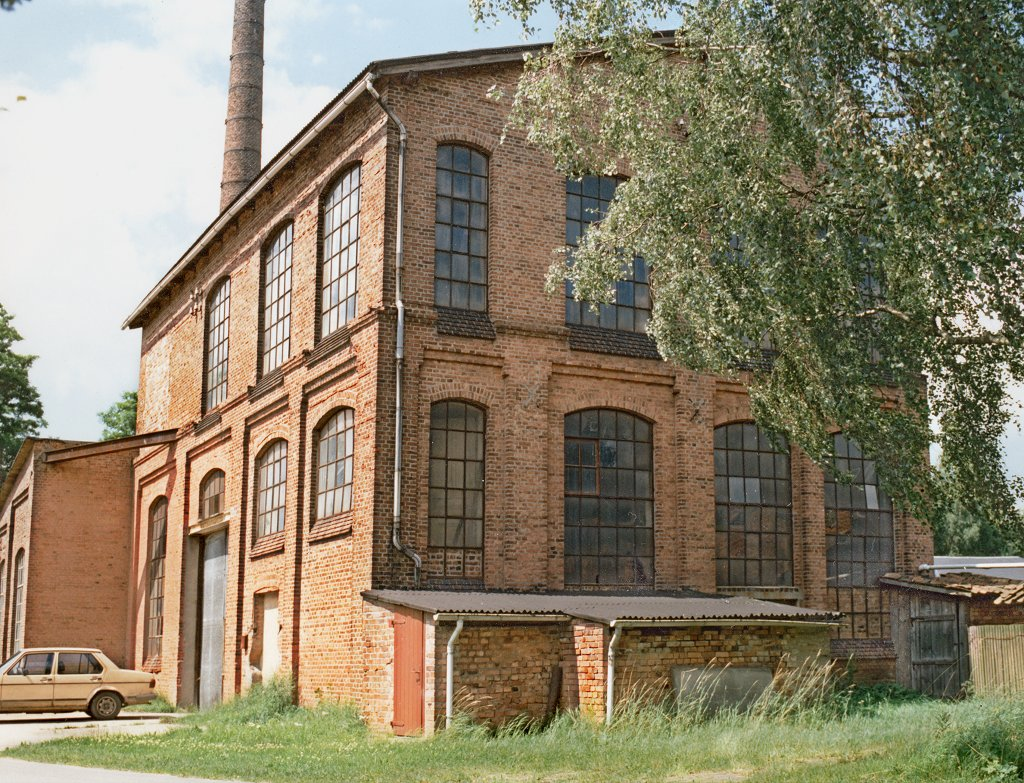
Ehemalige Ziegelei Rotenlehm Betriebshaus (2000)
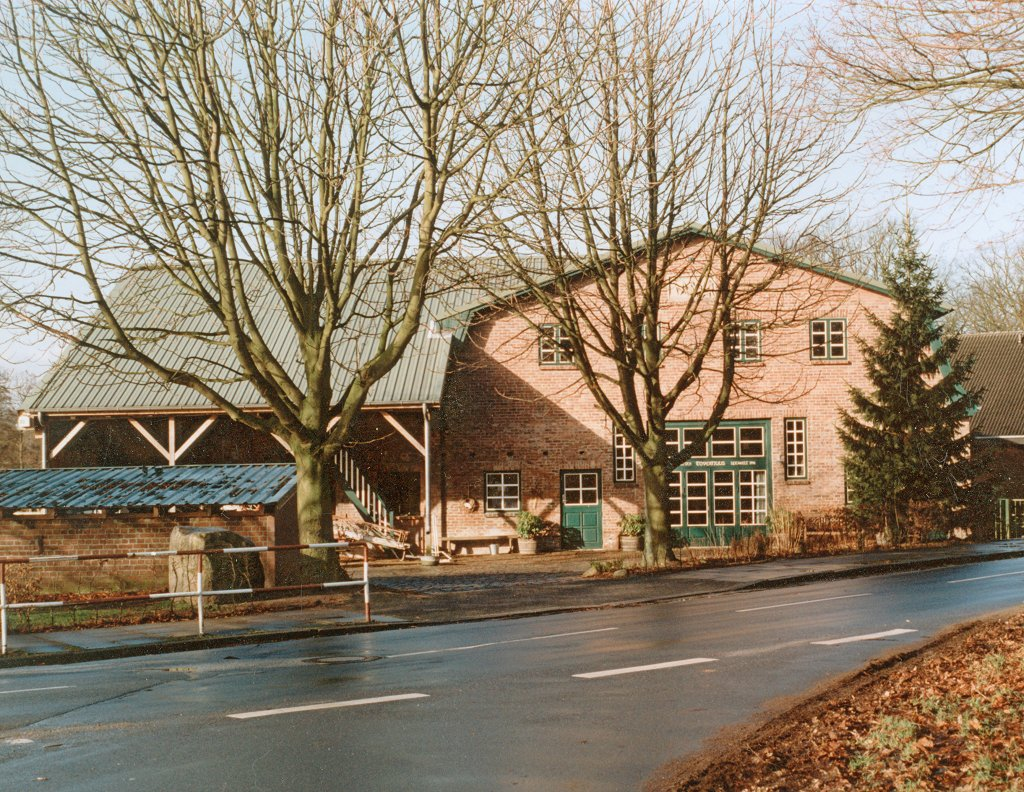
Das Töverhuus Sendeort des NDR
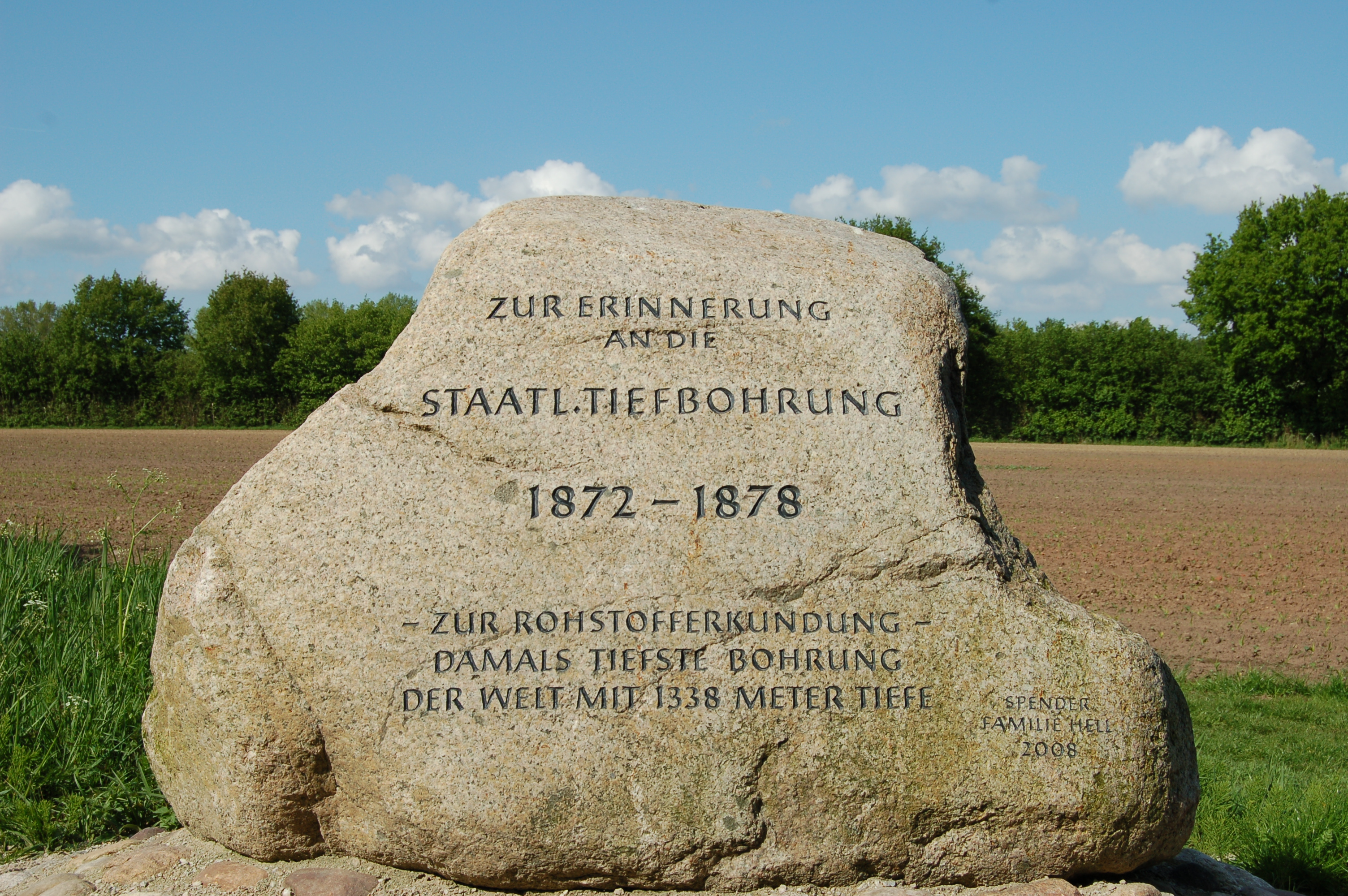
Gedenkstein an die tiefste Erdbohrung Deutschlands Ende des 19. Jahrhunderts